# FC Lokomotiv Jerevan
Football Club Lokomotiv Jerevan (arménsky: Ֆուտբոլային Ակումբ „Լոկոմոտիվը“ Երևան) byl arménský fotbalový klub sídlící ve městě Jerevan. Klub zanikl v roce 2005.

## Umístění v jednotlivých sezonách
Zdroj:
Legenda: Z – zápasy, V – výhry, R – remízy, P – porážky, VG – vstřelené góly, OG – obdržené góly, +/- – rozdíl skóre, B – body, červené podbarvení – sestup, zelené podbarvení – postup, fialové podbarvení – reorganizace, změna skupiny či soutěže
| Arménie (2002 – 2004) |               |        |    |    |   |    |    |    |     |    |        |
| Sezóny                | Liga          | Úroveň | Z  | V  | R | P  | VG | OG | +/- | B  | Pozice |
| 2002                  | Aradżin chumb | 2      | 30 | 10 | 4 | 16 | 42 | 78 | -36 | 34 | 9.     |
| 2003                  | Aradżin chumb | 2      | 22 | 12 | 3 | 7  | 46 | 33 | +13 | 39 | 4.     |
| 2004                  | Aradżin chumb | 2      | 30 | 8  | 6 | 16 | 29 | 51 | -22 | 30 | 11.    |